# Atheta amicula
Atheta amicula är en skalbaggsart som först beskrevs av Stephens 1832.  Atheta amicula ingår i släktet Atheta och familjen kortvingar. Arten är reproducerande i Sverige. Inga underarter finns listade i Catalogue of Life.